# Thornycroft-M-Klasse
Die Thornycroft-M-Klasse, auch als Mastiff-Klasse bezeichnet, war eine Klasse von sechs Zerstörern der britischen Marine, die von 1914 bis 1929 in Dienst stand.

## Entwurf
Die sechs Einheiten der Thornycroft-M-Klasse wiesen starke Unterschiede gegenüber den nach den Entwürfen der Admiralität gebauten Schiffen der Admiralty-M-Klasse auf, obwohl sie auf einer Entwurfsvorlage der Admiralität beruhten, die Thornycroft als Basis für die eigenen Baupläne nutzte. Ähnlich der standardmäßigen Admiralty-M-Klasse besaßen sie drei Schornsteine, allerdings war der mittlere bei den Thornycrofts deutlich dicker. Abweichend von den Booten des Admiralitätsentwurfs wurden die Boote des Thornycroft-M-Typs, wie auch die der Yarrow-M-Klasse, nur von zwei Schrauben angetrieben. Das 4"-Geschütz auf dem Mittelschiff war zwischen dem zweiten und dritten Schornstein montiert. Die HMS Patriot konnte einen Beobachtungsballon einsetzen.

## Einheiten
| Name      | Bestellung       | Kiellegung        | Stapellauf        | Indienststellung   | Verbleib                                                                                |
| --------- | ---------------- | ----------------- | ----------------- | ------------------ | --------------------------------------------------------------------------------------- |
| Meteor    | 1. Februar 1913  | 8. Mai 1913       | 24. Juli 1914     | 24. Juli 1914      | Am 9. Mai 1921 zum Abwracken verkauft                                                   |
| Mastiff   | 1. Februar 1913  | 10. Juli 1913     | 5. September 1914 | 12. November 1914  | Am 9. Mai 1921 zum Abwracken verkauft                                                   |
| Patrician | 26. Februar 1915 | 3. Juni 1915      | 5. Juni 1916      | 4. August 1916     | Im September 1920 an die Royal Canadian Navy überstellt und 1929 abgewrackt             |
| Patriot   | 26. Februar 1915 | 15. Juli 1915     | 20. April 1916    | 27. Juni 1916      | Im September 1920 an die Royal Canadian Navy überstellt und 1929 zum Abwracken verkauft |
| Rapid     | 15. Mai 1915     | 12. August 1915   | 15. Juli 1916     | 19. September 1916 | Am 20. April 1927 zum Abwracken verkauft                                                |
| Ready     | 15. Mai 1915     | 2. September 1915 | 26. August 1916   | 31. Oktober 1916   | Am 13. Juli 1926 zum Abwracken verkauft                                                 |

Anmerkung: Thornycroft baute außerdem sechs weitere Zerstörer der M-Klasse für die Royal Navy: HMS Michael, HMS Milbrook, HMS Minion und HMS Munster (BauN°773–776), die alle am 20. September 1914 bestellt wurden, sowie HMS Nepean und HMS Nereus (BauN°789/790), für die der Auftrag am 20. November 1914 erteilt wurde. Der Bau der Schiffe begann im September 1914 und sie wurden zwischen August 1915 und Mai 1916 abgeliefert. 

Da diese sechs nach dem Entwurf der Admiralty-M-Klasse gebaut wurden, werden sie im entsprechenden Artikel behandelt.